# Karory
karory（かろりー、女性、12月8日 - ）は、日本の漫画家、イラストレーター、ゲームクリエーター（原画家）。三重県出身。2008年（平成20年）よりフリーで活動。「KAROMIX」（かろみっくす）という同人サークルを主宰している。
ペンネームの由来は、熱量の単位のカロリーではなく、フランスの絵本「カロリーヌの物語」（ピエール・プロブスト作）を由来としている。

## 作品リスト

### ゲーム
- しゅぷれ〜むキャンディ 〜王道には王道たる理由があるんです!〜（枕、原画）
- 素晴らしき日々 〜不連続存在〜（ケロQ、原画）
- いきなりあなたに恋している（枕、原画）
- 夢と色でできている（feng、原画）

### 挿絵
- ドレスな僕がやんごとなき方々の家庭教師様な件（著：野村美月、ファミ通文庫・FB Online）
- 勇者リンの伝説（著：琴平稜、富士見ファンタジア文庫）

### イラストレーション
- G.L.M 〜がーるず らいふ めーかー〜（アスキー・メディアワークス『電撃萌王』連載読者参加企画）
- ハヤテのごとく!!トレーディングカードゲーム（コナミデジタルエンタテインメント）
- 電撃萌王巻頭ピンナップイラスト（2011年6月 -）
- karoryの表情（かお）（『E☆2』Vol.26 - Vol.29）
- karoryの素（karory）（『E☆2』Vol.34 -）
- 君と一緒に2 村西美雪 （株式会社インパクト）
- E☆2ぷらす 表紙（Vol.3）
- 神狩デモンズトリガー 悪魔イラスト（ブシモ）
- 戦場のヴァルキュリア DUEL カードイラスト（セガ）

その他書店店舗・雑誌・企業にイラストを提供している。

### CDジャケット
- TRakkerシリーズ（GWAVE）

### その他
- テレビアニメ『翠星のガルガンティア』（第4話エンドカードイラスト[2]）
- テレビアニメ『失われた未来を求めて』（第1話後提供イラスト）
- テレビアニメ『銃皇無尽のファフニール』（第8話後提供イラスト）
- テレビアニメ『アブソリュート・デュオ』（第10話後提供イラスト）
- 2015年冬の秋葉原電気外祭りの公式ビジュアルブックレットの表紙[3]
- テレビアニメ『ありふれた職業で世界最強』（第10話エンドカードイラスト）
- 同人音声『【幼馴染ツンデレASMR】ナイショの関係～茜沢倫奈～【CV:木村千咲】/密着/添い寝/キス/囁き/ハプニング』（イラスト）